# Józefkowo (Lipno)
Pour les articles homonymes, voir Józefkowo.
Józefkowo est une localité polonaise de la voïvodie de Couïavie-Poméranie et du powiat de Lipno,.